# The Man from Manhattan
The Man From Manhattan è un film muto del 1916 diretto da Jack Halloway. Prodotto dall'American Film Manufacturing Company da una sceneggiatura di J. Edward Hungerford, aveva come interpreti William Stowell, Rhea Mitchell, Perry Banks.

## Trama
Il vecchio Whipple, disapprovando le idee del figlio Willoughby, lo rinnega. Quest'ultimo se ne va da casa e, per assecondare i propri progetti, lascia Manhattan, investendo tutti i suoi soldi in The Bugle, un giornale di provincia. Assistito da Virgina Winter e di "Daddy" Eggleston, Willoughby lavora al suo giornale che comincia a dare segnali di vita. Mentre sta preparando un pezzo contro la candidatura a sindaco dello squire Barton, questi, che è proprietario dell'edificio dove si trova la sede del giornale, si presenta a Willoughby, chiedendogli di sostenerlo alle elezioni e lui, in cambio, gli offre l'affitto gratis dei locali. Quando Willoughby si rifiuta di accettare ed esce con un articolo dove denuncia anche il tentativo di corruzione, Barton lo sfratta. Intanto Willoughby si guadagna anche l'inimicizia del figlio di Barton, difendendo Virginia dalle sgradite avences del giovane.

Per togliere di mezzo Willoughby, che continua ad attaccarlo, Barton decide di dar fuoco all'edificio facendo ricadere la colpa sul suo avversario. Una sera, la forza dell'abitudine porta Eggleston ai vecchi magazzini del giornale ora vuoto, dove si addormenta. Svegliatosi, sorprende Barton: i due lottano ma Eggleston ha la peggio.

L'edificio brucia e la folla, inferocita, pensando che l'autore dell'incendio sia Willoughby, si prepara a linciarlo, quando un vagabondo scopre nel caveau dell'edificio bruciato il cadavere di Eggleston che ha lasciato un messaggio dove denunciava Barton. La folla si ricrede e inneggia a Willoughby che viene portato in trionfo e candidato sindaco al posto di Barton. Intanto, giunge in città il vecchio Whipple, chiamato da Virginia, che si mostra adesso orgoglioso così del figlio che promette che costruirà per lui una nuova e splendida sede per il suo giornale. 

## Produzione
Il film fu prodotto dalla American Film Manufacturing Company.

## Distribuzione
Distribuito dalla Mutual (Mutual Masterpictures De Luxe Edition), il film uscì nelle sale cinematografiche statunitensi il 29 maggio 1916.

### Conservazione
Non si conoscono copie ancora esistenti della pellicola che viene considerata presumibilmente perduta.